# Vízipók-csodapók
Pour plus de détails, voir Fiche technique et Distribution.
Vízipók-csodapók (Araignée d'eau, araignée extraordinaire) est une série de films hongrois d'animation. Les protagonistes principaux de la série sont Vízipók, une araignée d'eau et Keresztespók, une épeire. La maison favorite de Vízipók est le palais de cristal sous-marin. Ses meilleurs amis sont des escargots aquatiques algophage, une coccinelle, de petites fourmis, une abeille, une notonecte glauque, un méloé violet et un charençon. Au cours des aventures, on rencontre aussi un hydrophilidae, une écrevisse, une grenouille verte, un capricone, un trichoptère et bien d'autres personnages encore.

## Production
Trois séries de 13 épisodes ont été réalisées, la première de 1974 à 1976, la deuxième en 1980-81, la troisième en 1984.
La série a été écrite par un professeur de biologie, le docteur György Kertész, et décrit fidèlement le mode de vie des insectes et des animaux aquatiques.

## Fiche technique
- Titre : Vízipók-csodapók
- Réalisation : Szabó Szabolcs, Haui József, Szombati Szabó Csaba
- Scénario : Dr. Kertész György
- Musique : Pethő Zsolt
- Photographie : Polyák Sándor, Pugner Edit, Barta Irén, Magyar Gyöngyi, Somos László
- Montage : Czipauer János, Völler Ágnes
- Production : Mikulás Ferenc, Imre István
- Société de production : Pannónia Filmstúdió
- Société de distribution : Magyar Televízió
- Pays :  Hongrie
- Langue : hongrois
- Genre : Animation
- Durée  : environ 7 minutes par épisode
- Date de sortie : à partir de 1976

## Liste des épisodes
| Vízipók-Csodapók 1er série (1974) | Vízipók-Csodapók 2e série (1980) | Vízipók-Csodapók 3e série (1984) |
| --- | --- | --- |
| 1. Búcsú a csigaháztól 2. Légnadrág 3. Vízalatti házikók 4. Kristálypalota 5. Miért ugrál a vízibolha? 6. Hazudik-e a szitakötőlárva? 7. A csigalift 8. Árnyék a víz alatt 9. A rák új ruhája 10. Békabölcső 11. Buborék nyaklánc 12. Neveletlen szúnyoglárvák 13. Csíbor bácsi csomagol 1. Adieu la maison de l'escargot 2. Le pantalon d'air 3. La petite maison sous l'eau 4. Palais de cristal 5. Pourquoi les puces d'eau sautent-elles ? 6. La larve de libellule ment ? 7. L'ascenseur-escargot 8. Ombre sous l'eau 9. Les habits neufs de l'écrevisse 10. Berceau à grenouille 11. Collier de bulles 12. Larves de moustique mal-élevées 13. Oncle Csibor fait ses valises | 1. Úszik a csigaház 2. Csaláncsípés 3. A kandicsrák kincsei 4. Katicáék csemegéje 5. Életmentés 6. Volt háló, nincs háló 7. Az új háló 8. Csigaház ajtóval 9. A sáska nem szöcske 10. A tojáscsősz 11. Te mit sportolsz? 12. Víz alatt, föld alatt 13. A veszélyes homoktölcsér 1. La maison de l'escargot nage 2. Piqûre d'orties 3. Les trésors des copépodes 4. Le festin des coccinelles 5. Sauvetage 6. Une toile, pas de toile 7. La nouvelle toile 8. Maison d'escargot avec porte 9. Le criquet n'est pas une sauterelle 10. Le gardien des œufs 11. Toi tu fais quel sport ? 12. Sous l'eau, sous terre 13. Le dangereux entonnoir de sable | 1. Eltáncolt üzenetek 2. Vándorló levelek 3. Az élelmes gyerekek 4. Az orvvadász 5. Felhő a tó felett 6. A kellemetlen szomszédság 7. Vendégek a tóban 8. A párbaj 9. A zavaros víz 10. Mindenki tévedhet 11. A nagy kirándulás 12. Az öreg doktor 13. Őszi szél 1. Messages dansés 2. Les phyllies 3. Les enfants malins 4. Le braconnier 5. Nuage au-dessus du lac 6. Les troubles de voisinage 7. Invité dans le lac 8. Le duel 9. L'eau trouble 10. Tout le monde a tort 11. Le grand voyage 12. Le vieux médecin 13. Vent d'automne |